# 二碘三磷化二铜
二碘三磷化二铜是一种无机化合物，化学式为Cu2P3I2，它是一种碘磷化物，最初于1986年被发现。它可由铜粉、红磷和碘反应得到，或通过碘化亚铜和红磷反应制得。它是一种抗磁性半导体，带隙0.72 eV。它可溶于氧化性酸；它和Ag+或[Ag(CN)2]−反应，可以得到Ag2P3I2：
Cu2P3I2 + 4 Ag+ → Ag2P3I2 + 2 Ag + 2 Cu2+
Cu2P3I2 + 2 [Ag(CN)2]− + 4 CN− → Ag2P3I2 + 2 [Cu(CN)4]3−
它可视作碘化亚铜和磷分子簇的加合物(CuI)8P12。